# Eddie Randle
Eddie Randle Sr. (* 27. Mai 1907 im Pulaski County bei Cairo (Illinois); † 9. Mai 1997) war ein US-amerikanischer Jazztrompeter und Bandleader, der im Raum St. Louis mit seinen Blue Devils auftrat.
Randle wuchs im Pulaski County auf und kam mit 16 Jahren nach St. Louis, wo er bei seiner Großmutter lebte, die Musikerin war. Durch die Musik der McKinney’s Cotton Pickers und von Don Redman kam er zum Jazz. Er war vor allem als Leiter seiner Territory Band, Eddie Randle and his Blue Devils, bekannt, die er 1932 gründete. Während der 1930er Jahre wurden die Auftritte der Blue Devils vom Radiosender WEW übertragen. Die Gruppe war für ihre „hot dance music“ populär. Randle engagierte vielversprechende junge lokale Musiker; so gehörten der junge Miles Davis (von 1943 bis 1944), außerdem Clark Terry, Jimmy Forrest, Lloyd Smith oder Willie Akins zu Randles Band. Er war während der 1940er Jahre außerdem Business Agent der Musikergewerkschaft von St. Louis. Seine Band konnte Randle bis nach Ende des Zweiten Weltkriegs weiterführen. Kurz vor seinem Tod wurde er Anfang März 1997 für seine Beiträge zum Jazz im Raum seiner Heimatregion geehrt.